# قاعدة السفران الجوية
قاعدة السفران الجوية ( يُطلق عليه بدلاً من ذلك ليوا) هي قاعدة جوية عسكرية تديرها القوات الجوية لدولة الإمارات العربية المتحدة، وتقع على بعد حوالي 80 ميلاً جنوب غرب أبو ظبي، بالقرب من مدينة زايد.

## التاريخ
كلف بناء القاعدة ما يقدر بمليار دولار. تم تنفيذ البناء من قبل شركة شركة كابريول للإنشاءات. نقل سرب ميراج 2000 إلى القاعدة في عام 2007، وتم الانتهاء منه في عام 2008 تقريبًا. خضعت القاعدة لتوسيع ساحة المطار في عام 2017، وهو نفس العام الذي تمت فيه إضافة ستة ملاجئ جديدة للطائرات.

## الوصف
تحتوي القاعدة على مدرج واحد، ملاجئ طائرات محصنة، ومخزن للذخيرة تحت الأرض. تضم القواعد اثنتين من محطة التحكم الأرضية.